# Shangshui
Shangshui (chinesisch 商水县, Pinyin Shāngshuǐ Xiàn) ist ein Kreis in der chinesischen Provinz Henan, der zum Verwaltungsgebiet der bezirksfreien Stadt Zhoukou gehört. Shangshui hat eine Fläche von 1.313 km² und zählt 880.000 Einwohner (Stand: Ende 2018).
Die Pagode des Shousheng-Tempels von Shangshui (Shangshui shousheng si ta 商水寿圣寺塔) steht seit 2006 auf der Liste der Denkmäler der Volksrepublik China (6-628).